# Penal de Ushuaia

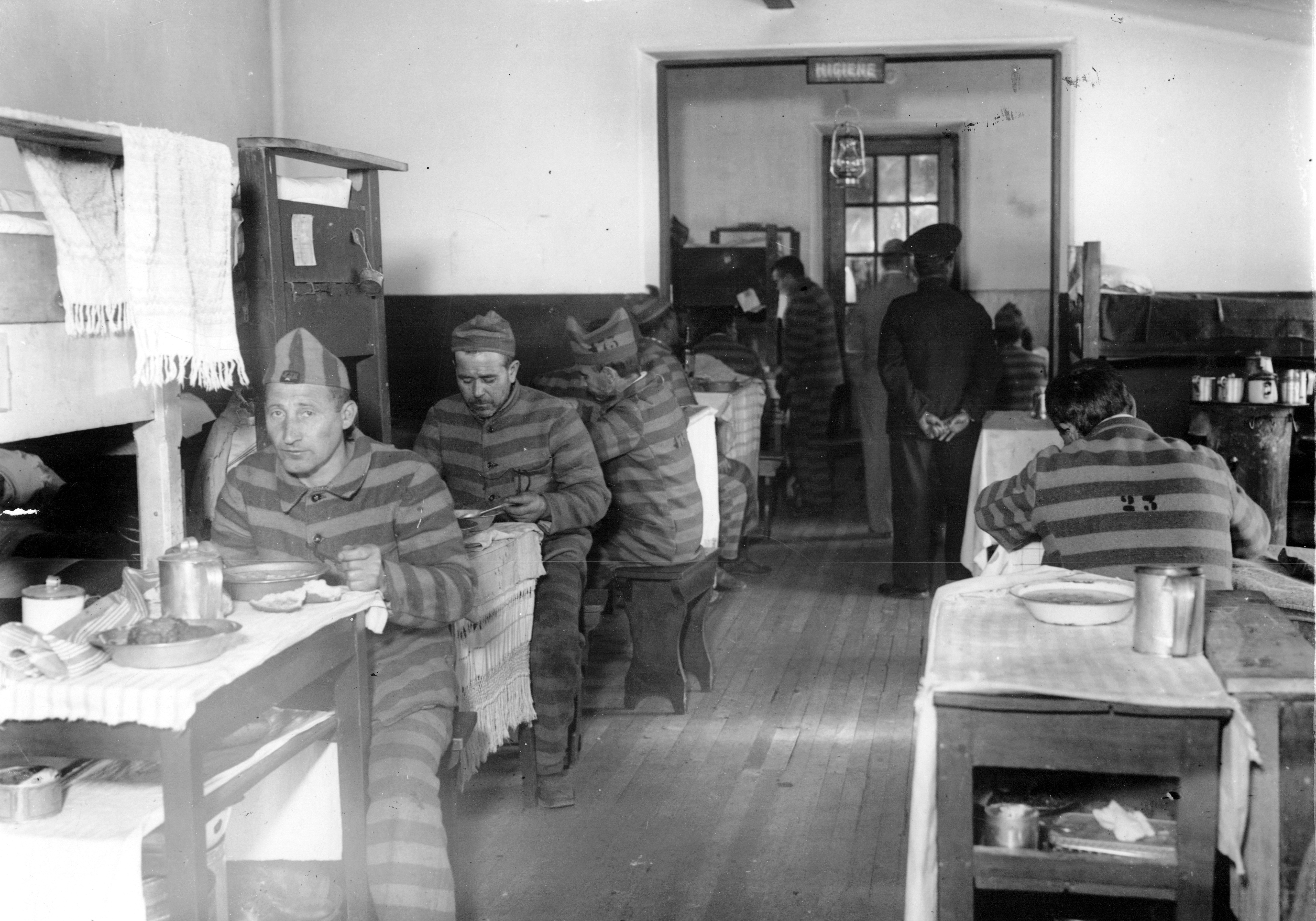
Comedor del penal de Ushuaia en el año 1933.

El penal de Ushuaia fue una cárcel que funcionó en la ciudad argentina de Ushuaia entre 1902 y 1947.
La dureza de las condiciones climáticas y el aislamiento geográfico de la ciudad más austral del mundo reforzaban la seguridad del presidio, destinado a delincuentes comunes reincidentes y de la más alta peligrosidad, y empleado también a veces para detenidos políticos.
Se ubica frente a la esquina de las actuales calles Yaganes y Gobernador Paz de la ciudad de Ushuaia.

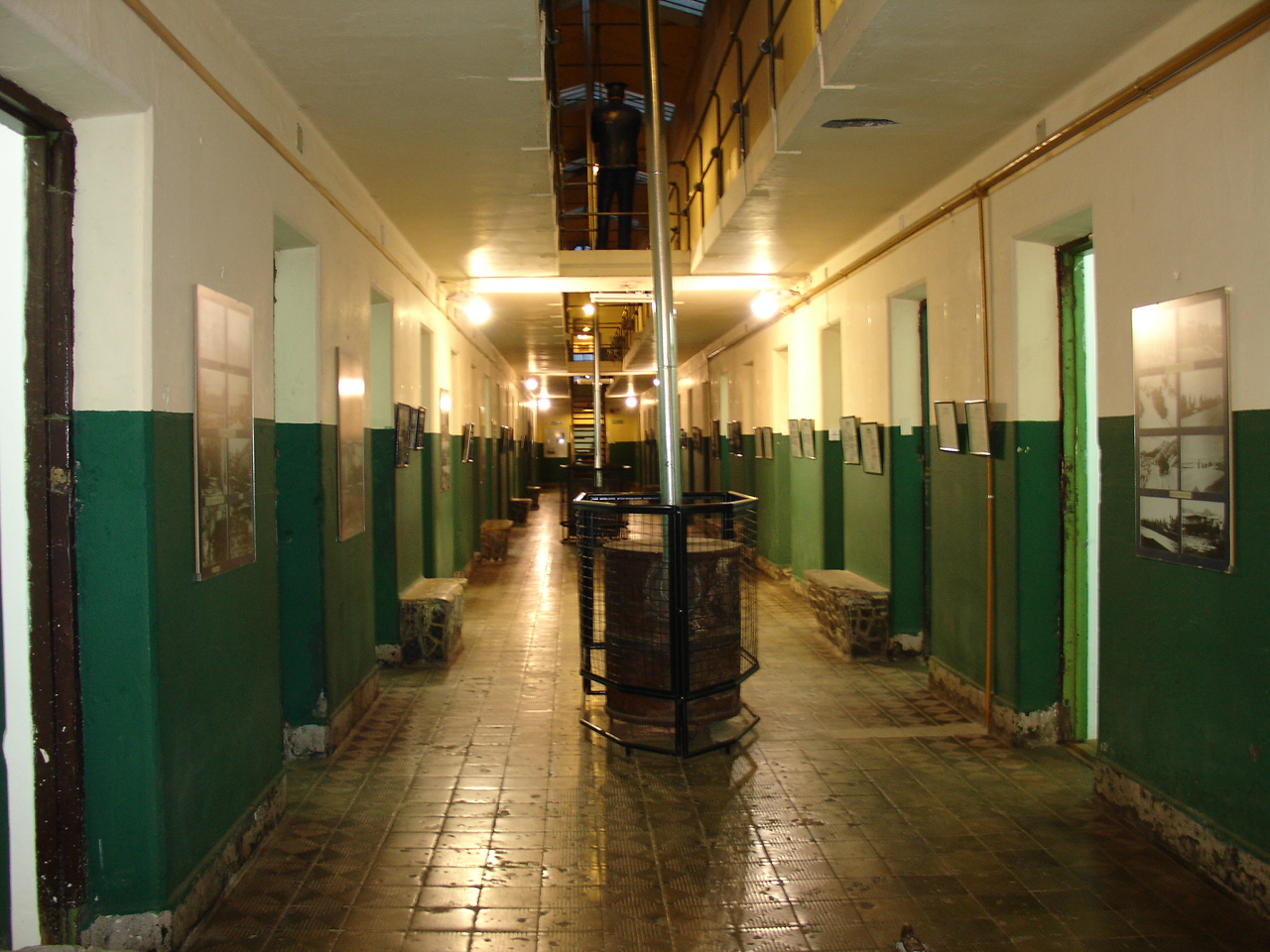
Uno de los pabellones, actualmente funcionando como museo.

## Antecedentes
En la Isla de los Estados el primer Presidio Militar estuvo en San Juan de Salvamento entre 1884 y 1889. Fue trasladado a Puerto Cook en 1900, y en 1902 nuevamente trasladado a Bahía Golondrina en la Isla Grande de Tierra del Fuego. Situado al oeste de la ciudad de Ushuaia (actual entrada al Aeropuerto).   
La cárcel para presos civiles comenzó como Colonia Penal en 1896. Pero luego se cambió de idea y en 1902 comienza la construcción del actual edificio con 5 pabellones.(1902-1947)
Cuando se construyó en la fueguina Isla de los Estados el faro de San Juan de Salvamento (apodado el Faro del Fin del Mundo), en la misma bahía se levantó una cárcel militar. Trasladada luego a Puerto Cook, dentro de la misma isla, en marzo de 1899 se juzgó conveniente reubicar el presidio en la Isla Grande de Tierra del Fuego, para prevenir las enfermedades causadas por la extrema humedad y frío de la isla. Además, la falta de infraestructura para el trabajo de los prisioneros hacía improductiva su prisión; la mejor dotada Isla Grande permitiría destinarlos a cumplir tareas de forestación y minería, además de ser un destino considerado más humanitario. 
El 30 de noviembre de 1902, 36 de los prisioneros fueron llevados a la Isla Grande, con la mayor parte de las instalaciones, para preparar el edificio definitivo del penal (Pabellón 1 o "Histórico"). Los acompañaba el jefe del presidio y quince soldados destinados a su custodia. Una semana más tarde, los 83 presos que permanecían en Cook se amotinaron, y 51 de ellos escaparon en los pequeños navíos disponibles en la isla. El motín de Puerto Cook acabaría en desastre para los huidos: siete de ellos murieron, y 39 fueron apresados por Enrique Fliess, el teniente de fragata encargado de la base militar, o por Horacio Balivé, que capitaneaba el ARA Azopardo, un buque de la Armada que llevaba material para el nuevo faro en construcción en la Isla de Año Nuevo. Capturados y juzgados nuevamente, fueron finalmente trasladados a Ushuaia.

## El presidio

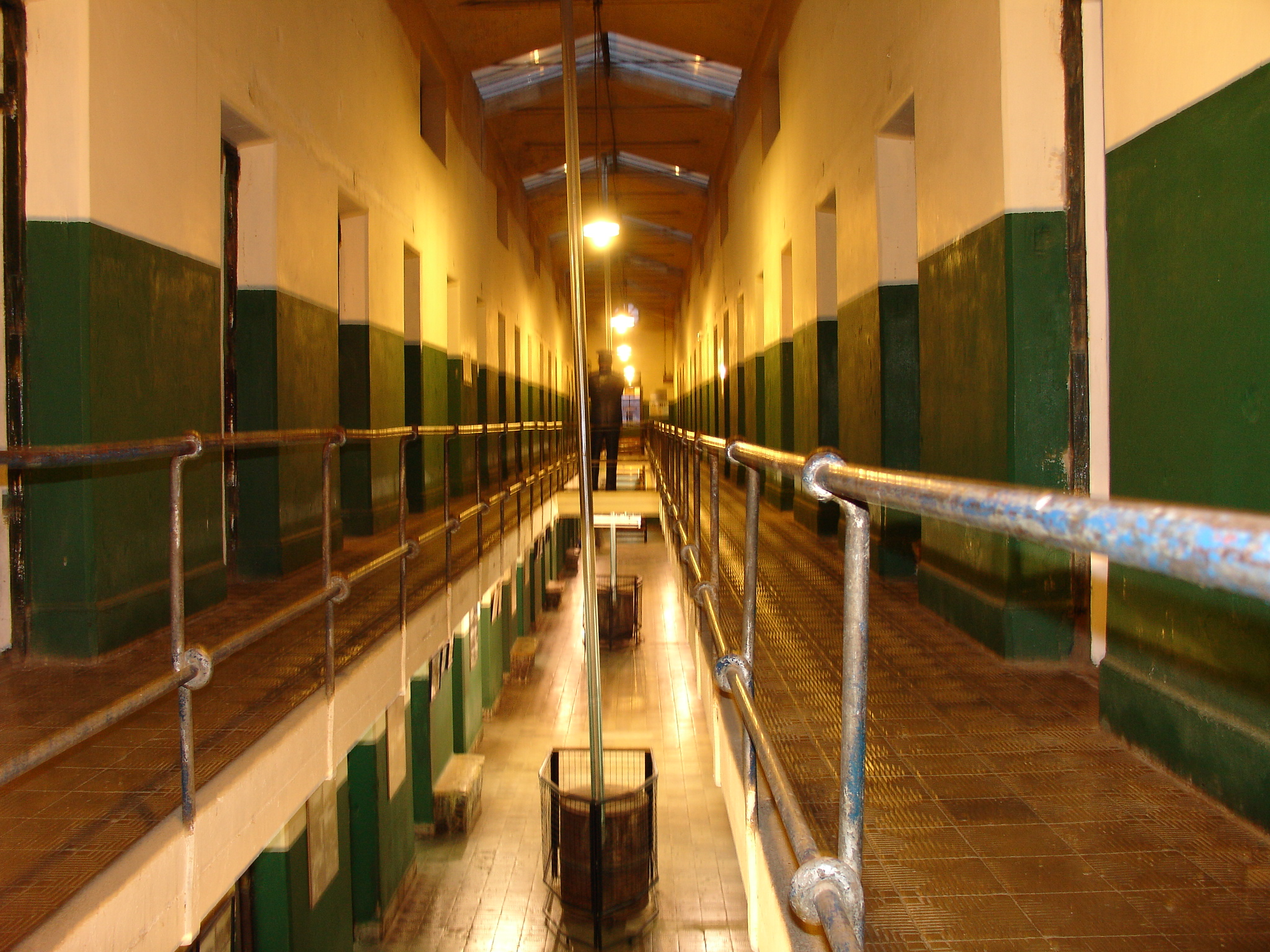
Vista desde la planta alta. Pabellón 1, utilizado como museo.

Construido paulatinamente en la zona este de la ciudad de Ushuaia, el penal alcanzó a tener cinco pabellones principales, alojando más de 540 presidiarios; carecía de muro de circunvalación, estando este suplido por un alambrado. Unas 250 personas, entre guardiacárceles y celadores, custodiaban a los penados. Los pabellones estaban dispuestos en estrella, alrededor de un vestíbulo central; cada uno de ellos contaba con dos pisos, en los que se alineaban a ambos lados celdas de unos cuatro metros cuadrados; eran 380 calabozos con muros de roca de 60 centímetros. Cuando la población del penal excedía su capacidad, las caballerizas se transformaban en improvisadas celdas comunes, alojando cada una unos 40 o 50 reclusos.
A los reclusos se les proporcionaba educación primaria, en caso de no tenerla, y una retribución por los trabajos realizados. Existían rudimentarios talleres de carpintería, herrería, imprenta, mecánica y zapatería; otros reclusos trabajaban cubriendo las necesidades de la propia población del presidio. Los que se consideraban de buena conducta trabajaban en la tala de árboles para leña, y en las últimas etapas de su funcionamiento en las obras pública para la ciudad que también estaba en construcción. Un pequeño tren que conducía hasta la actual ubicación del Parque nacional Tierra del Fuego transportaba a los reclusos.
Existen archivos fotográficos en el propio museo del Presidio que dejan constancia de que hacia la década de 1920 los presos formaban una banda de música que animaba a los habitantes en los días domingo.
La exposición prolongada al frío extremo, la desnutrición y las duras condiciones de trabajo probablemente contribuyeron a su deterioro cognitivo y a sus dolencias físicas crónicas, que exacerbaron las enfermedades de salud mental (el trastorno de estrés postraumático y el trastorno afectivo estacional).
El penal fue uno de los principales motores de la actividad económica de la ciudad hasta que el 21 de marzo de 1947 fue clausurado por Roberto Pettinato (padre) por órdenes del presidente Juan Domingo Perón, basado nuevamente en motivos humanitarios. Los prisioneros fueron derivados hacia otras cárceles ubicadas en el sector continental de la Argentina. 
Luego del cierre del Presidio, tanto el predio como los edificios pertenecientes al mismo fueron entregados a la Armada Argentina que hizo del lugar una extensión de la Base Naval Ushuaia, situada inmediatamente al lado.
Durante la dictadura de Lonardi serán detenidos los sindicalistas Andrés Framini, J. Natalini, José Espejo, Eduardo Vuletich, Hugo Di Pietro, José Alonso, así como Héctor J. Cámpora -quien años después sería elegido presidente de la Nación- junto a 2200 dirigentes más que fueron recluidos en el penal de Ushuaia.

## Reclusos

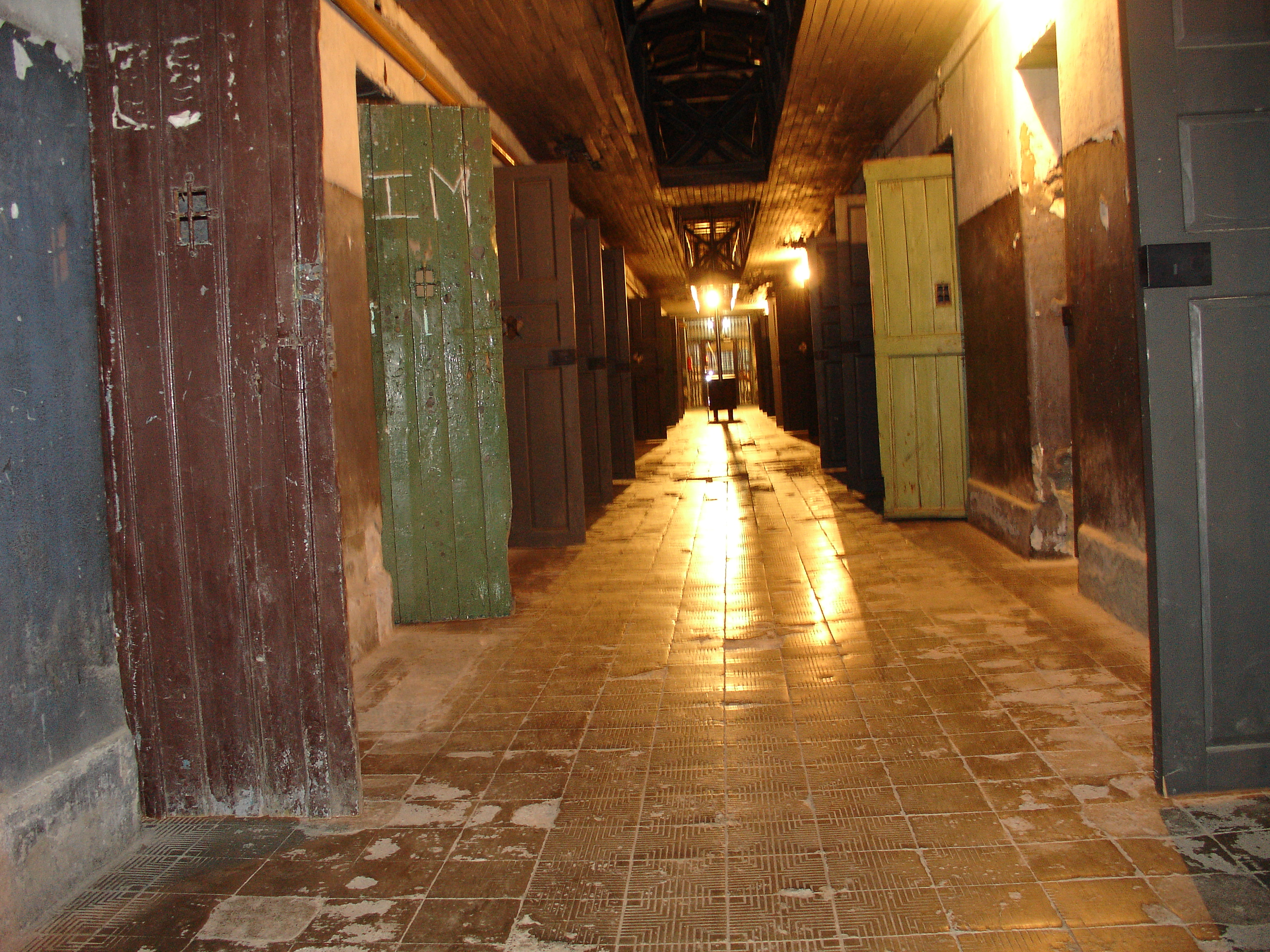
Uno de los pabellones que no sufrió reformas desde el cierre del penal.

Como un informe de 1935 del diputado Manuel Ramírez señalaba, la ley enviaba a Ushuaia a varias clases de penados, desde criminales comunes reincidentes hasta los confinados por causas políticas.
Entre los primeros, quizás el más célebre fue Cayetano Santos Godino, apodado El Petiso Orejudo, un jovencísimo psicópata que protagonizó los primeros asesinatos en serie de la Argentina. Entre los segundos se contó el anarquista Simón Radowitzky, condenado a reclusión perpetua por el atentado que mató en 1909 al jefe de policía Ramón Lorenzo Falcón; evadido con la ayuda de una célula anarquista, fue capturado y regresó a prisión hasta ser indultado por el presidente Hipólito Yrigoyen en 1930.
Durante los gobiernos de José Félix Uriburu y Agustín Pedro Justo los contingentes de obreros enviados al penal fueron numerosos, y el trato hacia los mismos particularmente brutal. El director del presidio durante esa década, Adolfo Cernadas, fue acusado de torturas en varias oportunidades. Entre los enviados a Ushuaia estuvieron los líderes radicales que protagonizaron alzamientos contra los gobernantes de la Década Infame.
Confinados políticos
- Néstor Ignacio Aparicio: Confinado político 1930-1931. Diputado Nacional elegido el 2 de marzo de 1930 para el período 1930-1934, y "caudillo" radical de Dolores, defendió posteriormente (1932) al célebre escritor Raúl Barón Biza. Escribió un libro sobre la vida y las personas en Ushuaia del período de su confinación.
- Pedro Bidegain: diputado radical, confinado político.[9]
- Elpidio González
- Enrique Mosca: 1931-1934.
- Ricardo Rojas: desterrado en Ushuaia por razones políticas.
- Honorio Pueyrredón: confinado político.
- Horacio Badaraco: ingresado en 1930.
- José Mouso: Sindicalista, político y diplomático
- Pedro Milesi: sindicalista socialista condenado en 1930.
- Rodolfo González Pacheco: Periodista anarquista.
- Mario Anderson Pacheco: militante anarquista, encarcelado durante el año 1932.
- Alberto Aybar Augier jefe de la conspiración contra Justo 1933. Dirigente de la UCR Tucumán.
- Carlos Noel 1933 Dirigente de la UCR dueño de la fábrica de Chocolate Noel.
- Miguel Tanco 1933 importante dirigente de la UCR de Jujuy.
- Manuel Ruiz Moreno 1933 dirigente prestigioso de la UCR.
- Adolfo Güemes 1933 dirigente de la UCR.
- Ricardo Bordenave.
- José Berenguer: editor del diario anarquista "La Protesta"; Eusebio Borazo (anarquista); Adolfo Güemes (cp); Emir Mercader (cp); Arturo Benavidez (cp); Carlos Montes (cp); Mario Cima (cp); Martín Yrigoyen (cp); José Pecco (cp); Mario Guido (cp); José Luis Cantilo (cp); Federico Álvarez de Toledo (cp); Juan O’Farrell (cp); Víctor Juan Guillot (cp); Salvador de Almenara (cp); Santiago Vaca -1935-1941; Chaqueño Cáceres; Mc Hannford.[10]

Reclusos
- Gino Gatti: condenado en 1933.
- Germán Boris Wladimirovich
- Simón Radowitzky: Anarquista ucraniano que mató al jefe de la policía Coronel Ramón L Falcón, siendo todavía un menor de edad. Fue indultado por el presidente Hipólito Yrigoyen.
- Mateo Banks: chacrero que en 1922 mató a ocho personas.
- Miguel Arcángel Roscigna (también mencionado como Roscigno en algunos textos) fue un anarquista que en 1921 se empleó como guardiacárcel en el Penal de Ushuaia para facilitar la fuga de Simón Radowitzki.[11]
- Miguel Ernst: Autor material del asesinato y descuartizamiento de su socio Conrado Schneider encontrando por partes en los Lagos de Palermo.[12]

## Curiosidades
- El último director del presidio de Ushuaia fue Roberto Pettinato, padre del homónimo músico, conductor y animador de radio y televisión de Argentina.
- El predio y edificios del presidio, luego de su cierre en 1947 fueron transferidos a la Armada Argentina y desde ese momento las instalaciones del presidio fueron utilizadas, entre otros fines, como depósitos de materiales y hasta como cuadra de soldados.
- En 1994 una asociación civil ushuaiense (Asociación Civil Museo Marítimo de Ushuaia) consiguió que la Armada desafectara del uso militar tanto el predio como el edificio del presidio, y gracias a la colaboración de las autoridades y el aporte de fotos y material de variados orígenes se inauguraron en el edificio dos museos: el del Presidio, y el Museo Marítimo de Ushuaia, con las maquetas navales realizadas por el Ing. Mirón Gonik, parte de la colección del Lic. Carlos Pedro Vairo, director del museo hasta la actualidad (2019). Otros maquetistas han tenido gran participación como Carlos Casella, Ghiringheli, Schmidt, etc.[13] También se exponen en los pabellones muestras no permanentes relacionadas con distintos aspectos de la historia de la ciudad y sus pobladores originarios.

También funciona (desde 1996) el Museo de Arte Marino Ushuaia, que es el primer Museo de Arte de Tierra del Fuego. En él se puede apreciar todos los artistas argentinos con la temática relacionada al agua. Así encontramos a Berni, Soldi, Quinquela Martín, Oscar Vaz, Lacamera, Daneri, Lazzari hasta artistas contemporáneos. En otro pabellón encontramos el Museo Antártico José María Sobral. Este fue inaugurado en 1997 bajo la Dirección del Dr. Ricardo Capdevila de la Dirección General del Antártico. Presenta distintos aspectos de la Argentina en la Antártida y una gran muestra de maquetas navales de todos los países en su carrera al Polo Sur. Considerada por la guía Lonely Planet como: "Perhaps the best collection of the world" (tal vez la mejor colección del mundo) Lonely Planet "Antarctica" Capítulo Ushuaia Ediciones 2006 al 2012. La Dirección Museológica de los cuatro Museos es realizada por el Museólogo Carlos Pedro Vairo desde la inauguración hasta la actualidad (2019) Habiendo comenzado a preparar las colecciones desde 1985. También fue fundador de la Asociación Civil junto a Jorge Luis Trabuchi y Danilo Clement en 1994. 
- En 1997 el Museo fue declarado Monumento Histórico Nacional por el Congreso de La Nación.
- En 1997 el Museo Marítimo de Ushuaia conjuntamente y con el apoyo de la Armada Argentina realizaron estudios de arqueología en los restos del Faro de San Juan de Salvamento, más conocido como Faro del Fin del Mundo por la novela de Julio Verne. Es así como se levantaron los planos (por parte del ingeniero Miron Gonik) y se realizó una maqueta a escala 1/1 en el predio del Museo, más precisamente en el lugar que ocupaba la cocina del Presidio, demolida tiempo atrás. En su interior se encuentran los restos del antiguo faro, linternas de iluminación, etc.[15]